# Centre national d’études spatiales
Das Centre national d’études spatiales (CNES; deutsch Nationales Zentrum für Weltraumforschung) ist die französische Raumfahrtagentur. Die Organisation wurde 1961 gegründet. 1975 wurde das nationale Raketenprogramm zugunsten der europäischen Ariane-Rakete gestoppt.

## Geschichte
Ende der 1940er-Jahre begannen französische Wissenschaftler, mit Unterstützung einiger gefangener deutscher Kollegen, an dem Bau der A9, dem Nachfolger der A4/V2. Dieses Projekt wurde zwar nie realisiert, führte aber zur Entwicklung der Véronique-Serie, deren erste Rakete 1950 startete.
Parallel dazu entwickelte Frankreich einige ballistische Raketen, die nach Edelsteinen benannt wurden.
1961 beschloss die neu gegründete CNES eine Trägerrakete für Satelliten zu entwickeln. Daraus entstand Diamant, eine Weiterentwicklung der Saphir, die um eine dritte Stufe ergänzt wurde. 1965 startete mit ihr der erste Satellit erfolgreich vom inzwischen stillgelegten Weltraumbahnhof Hammaguir in Algerien. Der kleine Satellit A-1, auch "Asterix" genannt, erreichte den Erdorbit.
In den späten 1960er-Jahren baute Frankreich außerdem die verbesserte Diamant-B, sowie 1969 das Centre Spatial Guyanais bei Kourou (Französisch-Guayana). Diamant-B startete zum ersten Mal im März 1970 am neuen Weltraumbahnhof. Bis zum Jahre 1975 erfolgten noch weitere Starts. Frankreich gab seine nationale Trägerrakete schließlich zu Gunsten des europäischen Ariane-Projekts auf.

## Standorte
Neben dem Weltraumbahnhof in Kourou betreibt die CNES weitere Bodenstationen zur Überwachung der Arianeflüge:
- Parnamirim (bei Natal), Brasilien
- Ascension, Südatlantik
- Libreville, Gabun
- Malindi, Kenia

## Sonstiges
Das CNES ist neben der zivilen Forschung auch für militärische zuständig und betreibt zum Beispiel das Syracuseprogramm für militärische Kommunikationssatelliten. Seit 1993 untersteht es formell sowohl dem französischen Forschungsministerium als auch dem Verteidigungsministerium.
Präsident des CNES ist seit dem 14. April 2021 Philippe Baptiste.
Im Consultative Committee for Space Data Systems (CCSDS) ist das CNES Vollmitglied.